# 政學系
政學系，前身為歐事研究會，是中國國民黨在中華民國大陸時期的內部派系，是一個較鬆散的集團，以民意代表及行政官員為主體。可分為北洋政府時期的政學系，以及國民革命軍北伐時期的新政學系。

## 歷史
1913年，因反對袁世凱，國民黨號召二次革命，被袁世凱宣布為非法組織。1914年，孫文在日本宣布成立中華革命黨。國民黨中許多成員反對這種要求個人崇拜、以軍事革命為目標的政黨，拒絕加入。8月，國民黨中不支持孫文的部份成員，在日本東京成立歐事研究會。1916年11月下旬，段祺瑞內閣時期，張耀曾、李根源、谷鐘秀等國民黨籍國會議員，以歐事研究會成員為骨幹，聯絡相同政見者組成政學會，這個派系的成員於是被稱為政學系。杨永泰是这个学会的成员，并与黄郛相熟。
1926年，蔣介石出師北伐，同年黄郛被蒋介石邀请南下，为蒋介石清党，建立南京国民政府出谋划策。經由黄郛，政學系多位成員被推薦進入蔣介石政權中，他們被稱為新政學系，包括楊永泰、熊式輝、張群、吳鐵城等人。黄郛是政学系的灵魂人物。
1931年，楊永泰與張群，在上海建立新中國建設學會，為新政學系正式活動的開始。
1932年，杨永泰跟随蒋介石主持鄂豫皖三省剿共工作，出任三省剿共司令部秘书长、南昌行营秘书长。杨永泰提出一套“三分军事、七分政治”理论，为蒋介石所信用。从杨永泰开始，政学系之名得以传播。
1935年，由于汪精卫被刺，蒋介石出任行政院长。因党内匮乏人才，蒋介石任命翁文灏、蒋廷黻、张群、张嘉璈、吴鼎昌、王世等大批政学系成员进入内阁，正式将政学系纳入体制。党内人士对此大为不满，张继批评称，“欲知中国政局之真像，非至中国银行楼上探听不可。”（中国银行是杨永泰、张群、吴铁城等人所在）
1936年，楊永泰遭CC派暗殺，不久黄郛因病去世。此后，张群成为政学系的核心人物。
1946年3月国民党六届二中全会上，CC系发起“革新运动”，并指责政学系在政协决议问题上“出卖党国”。经此，政学系的影响趋于式微。
1949年，中國國民黨撤退到台灣，部份政學系成員如張群等也來到台灣。

## 评价
1946年7月国共和谈期间，周恩来与一位美国教授谈话时，对国民党权力结构归纳道：“国民党的最后决定权是操在蒋介石的手中，但蒋也不是孤立的，而是受他下面各集团影响的。每一个集团都在他之下，都非操有全部的权力。这权力是分割的，如党务操在CC系的手中，财务操在宋、孔的手中，军事操在黄埔系的手中，行政方面则政学系的势力较大。这样各集团都是只有一部分权力，而在他们的全体之上则是蒋，造成蒋的政权。同时每一个集团都对蒋有影响。”

## 外部連結
- 唐德剛：〈政學系探源〉 （页面存档备份，存于）（2007）
- 金以林. . 近代史研究. 2014, (6)  [2020-03-29]. （原始内容存档于2020-03-29）.